# Équinoxe FM
 (décembre 2016).
Si vous disposez d'ouvrages ou d'articles de référence ou si vous connaissez des sites web de qualité traitant du thème abordé ici, merci de compléter l'article en donnant les références utiles à sa vérifiabilité et en les liant à la section « Notes et références ».
Equinoxe FM est une station de radio locale en Belgique qui émet depuis 1989 pour diffuser ses programmes sur Liège et son agglomération. Elle est présente sur la bande FM de la région liégeoise.

## Historique
En décembre 1989, Équinoxe FM est créée grâce au soutien du Centre Liégeois d'Aide aux Jeunes. La station de radio sera aussi reconnue par le Ministère de l'Audiovisuel comme radio socio-culturelle, indépendante et régionale.
Le 17 juin 2008, le CSA a renouvelé le contrat avec Équinoxe FM, en lui attribuant une fréquence sur la bande FM, de façon à pouvoir couvrir le grand Liège pendant 9 ans.

## Programmation
Équinoxe FM est une station de radio destinée à un vaste public, en apportant un programme musical, des informations, des manifestations et des interviews. Elle présente un format musical pop rock qui intègre des artistes et des groupes liégeois de la Communauté française, de Bruxelles, mais aussi d'autres régions belges et d'ailleurs.

## Diffusion
Équinoxe FM diffuse ses programmes sur Liège en modulation de fréquence.